# Faculté de génie électrique de l'université de Belgrade
La faculté de génie électrique de l'université de Belgrade (en serbe cyrillique : Електротехнички факултет Универзитета у Београду ; en serbe latin : Elektrotehnički fakultet Univerziteta u Beogradu) est l'une des 31 facultés de l'université de Belgrade, la capitale de la Serbie. Sous sa forme actuelle, elle a été fondée en 1948. En 2013, son doyen est le professeur Branko Kovačević.

## Histoire

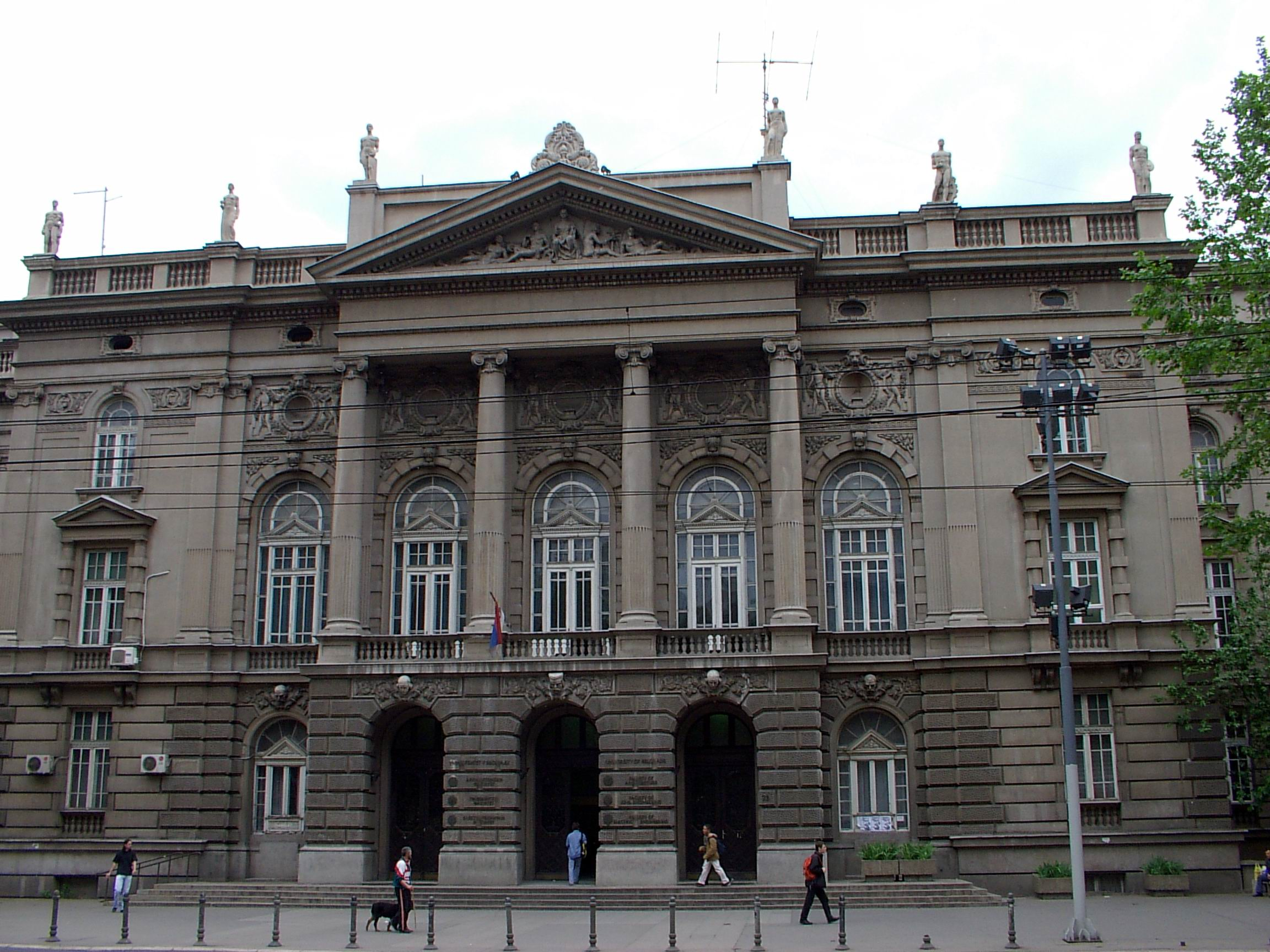
Le bâtiment de la faculté

## Organisation
La faculté est divisée en 10 départements :
- Département des systèmes électriques[5] ;
- Département des télécommunications[6] ;
- Département d'électronique[7] ;
- Département de génie informatique et d'informatique[8] ;
- Département des signaux et des systèmes[9] ;
- Département de microélectronique et de génie physique[10] ;
- Département de génie électrique général[11] ;
- Département de mathématiques appliquées[12] ;
- Département de génie énergétique[13] ;
- Département de l'enseignement général[14].

## Personnalités
Parmi les anciens étudiants de la faculté, on peut citer : Nenad Bogdanović, Dragiša Burzan, Aleksandar Đuričić, Vladimir Graić, Petar V. Kokotovic, Branko Kovačević, Miroslav Krstić, Aleksandar Lazarevic, Božidar Matić, Mihajlo D. Mesarovic, Radomir Naumov, Josip Pečarić, Milan Raspopović et Aleksandra Smiljanić.

## Génie nucléaire
La Faculté de génie électrique a été la première institution en Europe du Sud-Est à lancer un programme d’ingénierie nucléaire. Après les départements de télécommunications et d’énergie, le troisième département était celui de physique technique (également connu sous le nom de physique appliquée ou physique de l’ingénieur), qui comprenait deux groupes scientifiques : le groupe de technologie nucléaire et le groupe des matériaux.
L’un des professeurs les plus connus de ce département était Dragoslav Popović, qui a construit le réacteur RB à l’Institut de sciences nucléaires de Vinča, faisant de la Yougoslavie le sixième pays au monde à avoir construit avec succès un réacteur nucléaire, après les États-Unis, l’URSS, la France, le Royaume-Uni et la Chine. [citation nécessaire]
La faculté dispense encore aujourd’hui des cours dans toutes les disciplines nucléaires, telles que la physique nucléaire, l’ingénierie nucléaire, l’énergie nucléaire, le démantèlement et la gestion des déchets, la radioécologie, la dosimétrie et la radioprotection, la détection des rayonnements ionisants, etc.
En plus des sujets liés à l’énergie nucléaire, la faculté forme également des étudiants en physique médicale, en leur fournissant des connaissances sur l’application de la physique nucléaire aux sciences humaines à travers des cours tels que la médecine nucléaire, l’imagerie nucléaire, la radiothérapie, etc.